# بریج در بازی‌های آسیایی ۲۰۱۸
بریج یکی از ورزش‌های بازی‌های آسیایی ۲۰۱۸ است که از ۲۱ آگوست تا ۱ سپتامبر ۲۰۱۸ برگزار شده‌است.
این مسابقات در چهار مردان، زنان، مختلط و بسیار مختلط در جاکارتا اینترنشیونال اکسپو، جاکارتا، اندونزی انجام شده‌است.

## کشورهای شرکت کننده
۲۱۷ شرکت کننده از ۱۴ کشور در این دوره شرکت کرند.
| - بنگلادش (۵) - چین (۲۴) - چین تایپه (۱۸) - هنگ کنگ (۱۶) - هند (۲۵) - اندونزی (۲۴) - ژاپن (۱۲) | - اردن (۱۰) - مالزی (۱۰) - پاکستان (۱۱) - فیلیپین (۱۳) - عربستان سعودی (۴) - سنگاپور (۲۴) - تایلند (۲۱) |

## خلاصه مدال‌ها

### جدول مدال‌ها
| رتبه  | کشور      | طلا | نقره | برنز | مجموع |
| ۱     | چین       | ۳   | ۱    | ۲    | ۶     |
| ۲     | چین تایپه | ۱   | ۲    | ۱    | ۴     |
| ۳     | هند       | ۱   | ۰    | ۲    | ۳     |
| ۴     | سنگاپور   | ۱   | ۰    | ۰    | ۱     |
| ۵     | هنگ کنگ   | ۰   | ۲    | ۲    | ۴     |
| ۶     | تایلند    | ۰   | ۱    | ۱    | ۲     |
| ۷     | اندونزی   | ۰   | ۰    | ۴    | ۴     |
| مجموع | مجموع     | ۶   | ۶    | ۱۲   | ۲۴    |

### مدال‌آوران

#### مردان
| رویداد | طلا     | نقره    | برنز    |
| ------ | ------- | ------- | ------- |
| زوج    | هند     | چین     | اندونزی |
| زوج    | هند     | چین     | هنگ کنگ |
| تیم    | سنگاپور | هنگ کنگ | هند     |
| تیم    | سنگاپور | هنگ کنگ | چین     |

#### زنان
| رویداد | طلا | نقره      | برنز    |
| ------ | --- | --------- | ------- |
| زوج    | چین | چین تایپه | هنگ کنگ |
| زوج    | چین | چین تایپه | چین     |

#### مختلط
| رویداد | طلا       | نقره      | برنز    |
| ------ | --------- | --------- | ------- |
| زوج    | چین تایپه | چین تایپه | اندونزی |
| زوج    | چین تایپه | چین تایپه | تایلند  |
| تیم    | چین       | تایلند    | اندونزی |
| تیم    | چین       | تایلند    | هند     |

#### سوپر میکس
| رویداد | طلا | نقره    | برنز      |
| ------ | --- | ------- | --------- |
| تیم    | چین | هنگ کنگ | اندونزی   |
| تیم    | چین | هنگ کنگ | چین تایپه |

## لینک‌ها
- بریج در بازی‌های آسیایی ۲۰۱۸